# میدتاون دیترویت
میدتاون دیترویت (به انگلیسی: Midtown Detroit) یک منطقهٔ مسکونی در ایالات متحده آمریکا است که در دیترویت واقع شده‌است. میدتاون دیترویت ۱۴٬۵۵۰ نفر جمعیت دارد.